# Günther XXI di Schwarzburg
Günther XXI di Schwarzburg (Greifenstein, 1304 – Francoforte sul Meno, 14 giugno 1349) fu anti-re dei Romani in opposizione a Carlo IV.

## Biografia
Günther, nato nel castello di Greifenstein, era figlio minore di Enrico VII, conte di Schwarzburg-Blankenburg (1267 circa–1324) e di sua moglie, Cristina di Gleichen (1268 circa).
Günther si distinse come diplomatico al servizio dell'imperatore Ludovico il Bavaro, alla cui morte avvenuta nel 1347, gli fu offerto il trono imperiale, dopo che questo era stato rifiutato da Edoardo III d'Inghilterra. La sua accettazione ad ascendere al trono imperiale aprì una contesa al soglio tedesco tra lui e Carlo IV di Lussemburgo, il quale si era già proclamato re mesi prima.
Fu eletto re nel monastero domenicano di Francoforte il 30 gennaio 1349 dai seguenti quattro elettori, che erano partigiani della casa di Wittelsbach e oppositori di Carlo di Lussemburgo, in seguito imperatore Carlo IV. Essi erano:
- Ludovico V di Baviera, margravio di Brandeburgo;
- Il duca di Sassonia-Lauenburg;
- L'Elettore Palatino;
- Il deposto Elettore di Magonza, Enrico III di Virneberg[3].

Nel frattempo, però, la città di Aquisgrana, sede del luogo tradizionale di incoronazione, aveva già riconosciuto la legittimità di Carlo IV dopo la morte del già citato Ludovico il Bavaro, cambiando però una settimana dopo fazione per schierarsi con Günther, il quale aveva atteso fuori damme mura della città per una settimana. Fu solo il 6 febbraio che Günther poté entrare in città, ove, come antica tradizione, confermò i privilegi della città e ricevette in cambio l'omaggio dei suoi cittadini, venendo infine incoronato re sempre secondo la tradizione.
Günther giustificò la sua legittimità col fatto che, a differenza di Carlo IV che fu eletto a Rhens, egli era stato scelto a Francoforte, città deputata alle elezioni imperiali. Günther e i suoi sostenitori appoggiavano la loro pretesa anche sul fatto che Carlo non fosse stato incoronato in modo regolare secondo la prassi imperiale, essendo stato incoronato a Bonn e non ad Aquisgrana, dove, come si è visto, fu incoronato Günther il 6 febbraio 1349.
Carlo, tuttavia, grazie alla sua potenza economica pagò molti dei seguaci di Günther affinché passassero dalla sua parte e sconfisse l'esercito di questo di Günther nella battaglia di Eltville sul fiume Reno.
L'Imperatore Günther, gravemente malato, rinunciò il 26 maggio 1349 a ogni pretesa al trono per la somma di 20.000 marchi d'argento (non versati a causa della sua prematura morte) con il trattato di Eltville, che prevedeva anche l'amnistia per i suoi seguaci.
Günther morì tre settimane dopo nell'abbazia Johanniter di Francoforte, presumibilmente di peste nera. Lo stesso Günther nei suoi scritti suggerì che fosse stato avvelenato; tuttavia, ciò non può essere dimostrato storicamente.
Su proposta dello stesso Carlo IV, quasi a riconoscenza dei diritti a lui strappati, Günther fu sepolto nella cattedrale di Francoforte con gli onori reali. La sua lapide, un capolavoro dell'arte gotica, fu eretta nel 1352. A lui portano il nome la Schwarzburgstraße e la Schwarzburgschule, nonché la Güntherstraße a Francoforte.

## Famiglia e figli
Günther sposò almeno dal 9 settembre 1331 Elisabetta di Honstein-Klettenberg (1302 circa–4 aprile 1380 circa), figlia del conte Enrico IV, il 9 settembre 1331, che gli sopravvisse per altri trent'anni. La coppia ebbe i seguenti figli:
- Sofia di Schwarzburg-Blankenburg (1331 circa-1351), che sposò Federico II di Orlamünde della stirpe degli Ascanidi;
- Agnese di Schwarzburg-Blankenburg (1330-1399), che si sposò con un uomo della cerchia sociale e geografica del conte;
- Elisabetta di Schwarzburg-Blankenburg (1336-1380 circa) che si sposò con un uomo della cerchia sociale e geografica del conte;
- Enrico XIII di Schwarzburg-Bankenburg (1338 circa-1357), suo erede, che però non ebbe figli;
- Matilde (Mechtild) di Schwarzburg-Blankenburg (1340-1370 circa) che si sposò con un uomo della cerchia sociale e geografica del conte.

## Nella cultura
- Günther von Schwarzburg è anche il soggetto di un Singspiel tedesco in tre atti di Ignaz Holzbauer, rappresentato per la prima volta nel 1777, che ebbe molto successo. Dopo essere stata dimenticata per lungo tempo, l'opera è stata riproposta più volte in concerto e su disco alla fine del XX secolo. Nota la registrazione live del 1960 con l'Orchestra Sinfonica e Coro di Milano della RAI dirette da Olivero de Fabritiis con Anna Moffo e Luigi Infantino con una traduzione del libretto in lingua italiana